# 辛普朗站
辛普朗站（法語：Simplon）是巴黎地鐵的一個車站，位於巴黎十八區，得名于以辛普朗山口命名的辛普朗路。辛普朗站是巴黎地鐵4號線的車站。2005年8月6日，該站發生火災。2006年重新開放。

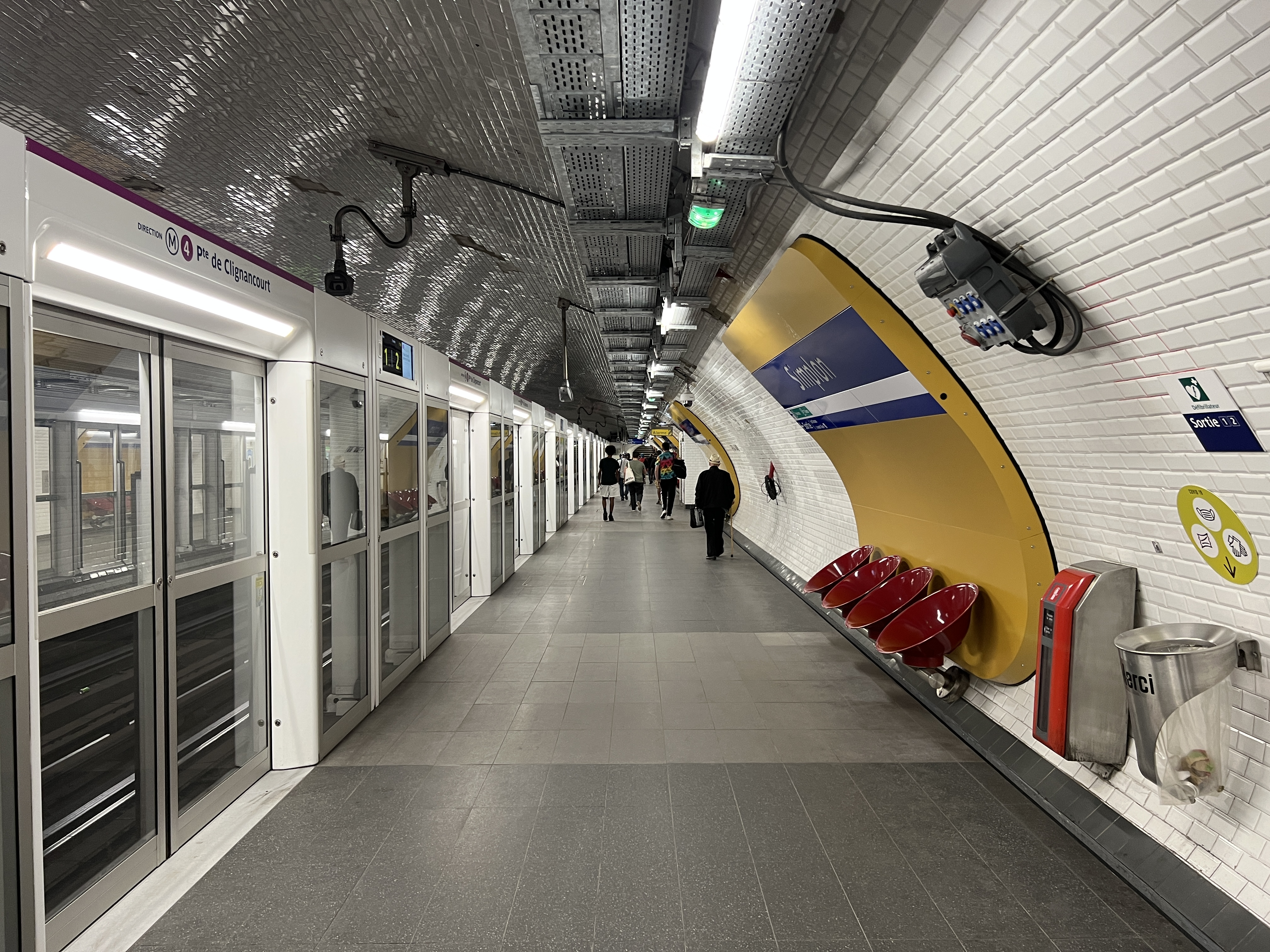
月台 (2022年7月)

## 車站結構
| 街道        |                    |                                     |
| B1          | 月台連接夾層       |                                     |
| 4號線月台層 | 側式月台，右側開門 | 側式月台，右側開門                  |
| 4號線月台層 | 北行               | 往克利尼昂库尔门（總站）            |
| 4號線月台層 | 南行               | 往巴涅-露西·奧布拉克（馬嘉德-魚店） |
| 4號線月台層 | 側式月台，右側開門 |                                     |